# Сайдл, Молли
Молли Сайдл (англ. Molly Seidel; род. 12 июля 1994, Хартленд, Висконсин) − американская легкоатлетка, бронзовый призёр в марафоне на летних Олимпийских играх 2020 в Токио.

## Биография и спортивная карьера
Родилась 12 июля 1994 года в городе Брукфилд, штат Висконсин.
Училась в University Lake School вместе со своим братом Фрицем и сестрой Изабель. Молли выиграла национальный женский кросс-бегун года по версии Gatorade. Была названа женщиной-бегуном года по версии Gatorade Wisconsin в 2011 году. Выиграла национальный чемпионат по кроссу Foot Locker в 2011 году, прервав ленту в 17:22. Выигрывал титулы Межшкольной легкоатлетической ассоциации Висконсина по кроссу на дистанции 1600 и 3200 метров на соревнованиях штата за все четыре года, в общей сложности 12 титулов.
Заняла четырнадцатое место с результатом 20:13 в национальном клубном чемпионате USATF по кроссу 2016 года. В 15:35 она участвовала в чемпионате USATF Road 5k Championships Abbott Dash to the Finishline 5k в 15:35. Это была ее профессиональная дебютная шоссейная гонка, представлявшая Saucony. [11] [12]
Участвовала в Международном кроссе в Большом Эдинбурге в Шотландии в 2018 году, где финишировала третьей в забеге на 6 км со временем 21:04, помогая сборной США занять бронзу в общем зачете.
В 2020 году на внутриамериканских соревнованиях заработала право участвовать в Олимпиаде 2020 года, которая была перенесена на год из-за пандемии.
4 октября 2020 года пробежала Лондонский марафон и занял 6-е место в общем зачете. Она была второй американкой, финишировав с личным лучшим временем 2:25:13.
С отсрочкой Олимпийских игр Сайдл побила свой личный рекорд в полумарафоне в Хэмптоне, пробежав 1:08:28 28 февраля 2021 года в полумарафоне Publix Atlanta.  Из-за карантина округа Фултон мероприятие было проведено в 50 км к юго-востоку от Хэмптона, на территории Атланта Мотор Спидвей.

## Олимпиада 2020 в Токио
6 августа 2021 года завоевала бронзовую медаль в марафоне Токио-2020 и стала первой женщиной из США, выигравшей олимпийскую медаль в марафоне после бронзовой медали Дины Кастор в 2004 году.